# Ratchanon Poodklai
Ratchanon Poodklai ist ein thailändischer Fußballspieler.

## Karriere
Ratchanon Poodklai stand bis Ende 2014 bei Air Force Central unter Vertrag. Wo er vorher gespielt hat, ist unbekannt. Der Verein aus der thailändischen Hauptstadt Bangkok spielte in der ersten Liga des Landes, der Thai Premier League. Für die Air Force absolvierte er 2014 sechs Erstligaspiele. Seit Anfang 2015 ist er vertrags- und vereinslos.